# Викно (гміна Уязд)
Викно (пол. Wykno) — село в Польщі, у гміні Уязд Томашовського повіту Лодзинського воєводства.
Населення — 139 осіб (2011).
У 1975-1998 роках село належало до Пйотрковського воєводства.

## Демографія
Демографічна структура станом на 31 березня 2011 року:
|          | Загалом | Допрацездатний вік | Працездатний вік | Постпрацездатний вік |
| -------- | ------- | ------------------ | ---------------- | -------------------- |
| Чоловіки | 68      | 13                 | 50               | 5                    |
| Жінки    | 71      | 13                 | 49               | 9                    |
| Разом    | 139     | 26                 | 99               | 14                   |